# Guglielmo d'Aigrefeuille il Vecchio
Guillaume d'Aigrefeuille il Vecchio (Lafont, 1326 – Viterbo, 4 ottobre 1369) è stato un cardinale e arcivescovo cattolico francese del XIV secolo.

## Biografia
Entrato nell'Ordine di San Benedetto, fu priore di San Pietro d'Abbeville.
Il 19 gennaio 1347 fu eletto da suo cugino papa Clemente VI arcivescovo di Saragozza.
Nel concistoro del 17 dicembre 1350 fu creato cardinale dallo stesso papa Clemente VI e rinunciò alla cattedra di Saragozza, secondo l'uso dell'epoca. Non era ancora stato consacrato vescovo. Ricevette il titolo di Santa Maria in Trastevere.
Partecipò al conclave del 1352 che elesse papa Innocenzo VI. Nel 1355 fu nominato amministratore del Regno di Sicilia.
Nel 1362 partecipò al conclave e contribuì all'elezione di papa Urbano V. Nel 1363 divenne cardinale  protopresbitero, finché il 17 settembre 1367 optò per l'ordine dei cardinali vescovi e divenne cardinale vescovo di Sabina. Nello stesso anno seguì il Papa nel viaggio verso Viterbo e Roma e fu nominato legato per risolvere le controversie circa Andorra, sorte tra il vescovo di Urgel e il conte di Foix. Nel 1363 inoltre fu nominato Camerlengo del Sacro Collegio, carica che tenne fino alla morte.
Solo il 31 ottobre 1368 ricevette la consacrazione episcopale dalle mani dello stesso papa.
Morì di peste a Viterbo, fu sepolto nella chiesa della Santissima Trinità nella stessa città. Successivamente i suoi resti furono trasferiti a Limoges, nella chiesa di San Marziale.

## Genealogia episcopale
La genealogia episcopale è:
- Cardinale Andouin Aubert
- Papa Urbano V
- Cardinale Guillaume d'Aigrefeuille il Vecchio, O.S.B.